# 코코모 아놀드
코코모 아놀드(영어: Kokomo Arnold, 1901년 2월 15일 ~ 1968년 11월 8일)는 무릎에 놓여있는 스틸 기타 위에 유리 플라스크나 병의 목을 사용하는 슬라이드 기타의 알려지지 않은 주창자였다.
아놀드의 레코드에는 높은 소리로 울부짖는 최고의 기타 라인을 보여주었고, 그의 별난 노력은 로버트 존슨과 엘모어 제임스 같은 이후의 슬라이드 전문가들에게 영향을 주었다.

## 생애
코코모 아놀드는 1901년 2월 15일 미국 조지아주 러브조이에서 태어났다. 그는 농장노동자 그리고 후에 철강노동자 같은 육체노동자로 대부분 어려운 생활을 하며 보냈다.
그의 기타 연주와 노래는 생계보단 오락에 더 중점을 두었고, 대부분의 시간은 불법으로 술 제조 하면서 보냈다.
멤피스에서 은퇴한 후, 1930년 RCA에서 기트피들 짐이란 이름으로 2곡을 발표하였다. 시카고로 돌아온 뒤 다른 레코딩 기회가 올 때까지 1934년까지 기다렸다. 그는 데카에서 첫번째 세션 〈Milk Cow Blues〉와 〈Old Original Kokomo Blues〉같은 고전곡들을 만들었다.
그 후에 스크래퍼 블랙웰의 노래를 재작업하였고, 로버트 존슨이 〈Sweet Home Chicago〉로 개작하였다. 아놀드는 이후 4년 동안 열정적으로 레코딩하였다.
70 타이틀이 넘는 곡을 만들었을 뿐만 아니라 1936년에는 피티 휘트스트로의 세션에서도 수없이 참여하였다. 1930년대가 끝날 무렵 그의 활동은 조용해졌다.
아놀드는 비지니스의 변덕스러운 변화에 피곤해하며 믿을 수 있는 시카고 제강공장에서의 일 같은 일용직일에 한 번 더 집중하였다.
1960년대에 포크와 컨트리 블루스를 다시 발견한 아놀드는 그의 영원한 은퇴를 막았다. 그리고 1968년 11월 8일 심장마비로 숨을 거두었다.

## 음반 목록
- 1969년 Kokomo Arnold
- 1970년 Masters of the Blues, vol. 4
- 1974년 Bad Luck Blues 1934–1938
- 1987년 Master of the Bottleneck Guitar 1930–38
- 1990년 Down and Out Blues
- 1991년 Complete Recorded Works in Chronological Order 1930–1938, vols. 1–4
- 1991년 King of the Bottleneck Guitar 1934–1937
- 1997년 Blues Classics, vol. 1
- 1997년 Old Original Kokomo Blues
- 1998년 Old Original Kokomo Blues 1934–1938
- 1999년 Old Original Kokomo Blues
- 2000년 Midnight Blues
- 2001년 The Essential Kokomo Arnold
- 2004년 The Story of the Blues